# Lluís II de Nassau-Weilburg
Lluís II de Nassau-Weilburg (en alemany Ludwig II von Nassau-Weilburg) va néixer el 9 d'agost de 1565 a Weilburg (Alemanya) i va morir a Saarbrücken el 8 de novembre de 1627. Era un noble alemany fill del comte Albert de Nassau-Weilburg (1537-1597) i d'Anna de Nassau-Dillenburg (1541-1616).
Fou comte de Nassau-Ottweiler de 1593 a 1625, comte de Nassau-Sarrebruck de 1602 a 1625, comte de Nassau-Wiesbaden i de Nassau-Idstein de 1605 a 1625, i comte de Nassau-Weilburg de 1597 a 1625. Lluís II va abdicar el 1625.
Al final de la seva formació, Lluís va viatjar per diversos països europeus, a Suïssa, a França, i també a diversos estats alemanys. Va ser durant la visita que va fer a Guillem IV de Hessen-Kassel que va conèixer la princesa Anna, que després esdevindria la seva dona.
Després de la mort del seu pare, el 1593, les seves possessions foren repartides entre els tres germans: a Guillem li va correspondre Nassau-Weilburg; a Ernest, Nassau-Gleiberg; i Lluís II va rebre Nassau-Ottweiler, Homburg, Nassau-Kichheim i Lahr. El 1597, amb la mort del seu germà Guillem, heretà Nassau-Weilburg, i el 1602 heretà el domini de Nassau-Sarrebruck del seu oncle Felip IV. El 1605, Joan Lluís II de Nassau va morir sense descendència de manera que també pogué annexionar-se les seves possessions.
Lluís II va establir la seu del seu Govern a Saarbrücken. Va procurar millorar especialment l'educació a través de mesures legislatives i la creació d'escoles, promovent especialment les escoles elementals. Sota el seu regnat el país fou pròsper fins que esclatà la Guerra dels Trenta Anys.
El 1629, dos anys després de la seva mort, el comtat de Nassau-Weilburg es dividí en Nassau-Sarrebruck, Nassau-Idstein i Nassau-Wiesbaden.

## Matrimoni i fills
El 4 de juny de 1589 es va casar amb Anna Maria de Hessen-Kassel (1567-1626), filla del landgravi Guillem IV de Hessen-Kassel (1532-1592) i de Sabina de Württemberg (1549-1581). El matrimoni va tenir catorze fills:
- Guillem Lluís (1590-1640), casat amb Anna Amàlia de Baden-Durlach (1595-1651).
- Anna Sabina (1591-1593)
- Albert (1593-1595)
- Sofia Amàlia (1594-1612)
- Jordi Adolf (1595-1596)
- Felip (1597-1621)
- Lluïsa Juliana (1598-1622)
- Maurici (1599-1601)
- Ernest Carles (1600-1604)
- Maria Elisabet (1602-1626), casada amb el comte Frederic de Leiningen-Dagsburg (†1651)
- Joan (1603-1677), casat primer amb Sibil·la Magdalena de Baden-Durlach (1605-1644), i després amb Anna de Leiningen-Falkenburg (1625-1668).
- Dorotea (1605-1620)
- Ernest Casimir (1607-1655) casat amb Anna Maria de Sayn-Wittgenstein (1610-1656)
- Otó (1610-1632)